# Leiotheca reinwarditii
Leiotheca reinwarditii là một loài Rêu trong họ Orthotrichaceae. Loài này được (Schwägr.) Brid. mô tả khoa học đầu tiên năm 1827.